# Kurevere (Otepää)
Kurevere is een plaats in de Estlandse gemeente Otepää, provincie Valgamaa. De plaats heeft de status van dorp (Estisch: küla).
Tot in oktober 2017 hoorde Kurevere bij de gemeente Sangaste. In die maand werd Sangaste bij de gemeente Otepää gevoegd.

## Bevolking
Het dorp had 71 inwoners op 31 december 2011 en 51 inwoners op 31 december 2021.

## Geografie
Kurevere ligt ten noorden van Sangaste, dat tot in 2017 de hoofdplaats van de gemeente Sangaste was. Het kerkhof van Sangaste ligt op het grondgebied van Kurevere.
Langs de zuidoostgrens van het dorp stroomt de rivier Väike-Emajõgi. De Tugimaantee 69, de secundaire weg van Võru via Sangaste naar Tõrva, loopt door het dorp.

## Geschiedenis
De plaats werd voor het eerst genoemd in 1584 onder de naam Korywer, een nederzetting op het landgoed van Schloß Sagnitz (Sangaste). Daarna stond ze bekend onder verschillende namen, achtereenvolgens Koriuer, Korower, Kurrefehr, Kurfer kyll, Dorff Kurrewerre, Kurrewer, en in 1922 Kurevere. In 1977 werd een deel van Kurevere bij het buurdorp Tiidu gevoegd.